# Слабошув (гмина)
Слабошув (пол. Słaboszów) — сельская гмина (волость) в Польше, входит как административная единица в Мехувский повет, Малопольское воеводство. Административным центром гмины является село Слабошув.
Население — 3877 человек (на 2004 год).

## Демография
| Перепись                       | Всего   | Всего | Женщины | Женщины | Мужчины | Мужчины |
| ------------------------------ | ------- | ----- | ------- | ------- | ------- | ------- |
| Единицы                        | человек | %     | человек | %       | человек | %       |
| Население                      | 3877    | 100   | 1938    | 50      | 1939    | 50      |
| Плотность населения (чел./км²) | 50,4    | 50,4  | 25,2    | 25,2    | 25,2    | 25,2    |

## Населённые пункты
Бушкув, Вымыслув, Дзядушице, Гжималув, Жемендзице, Загожаны, Ильковице, Калина-Велька, Кропидло, Мацеюв, Нешкув, Рашувек, Рендзины-Збигальске, Рендзины-Борек, Свенцице, Слабошув, Слупув, Слядув, Яздовице, Яновице.

## Соседние гмины
1. Гмина Дзялошице
2. Гмина Ксёнж-Вельки
3. Гмина Мехув
4. Гмина Рацлавице